# Al-Shabab FC
Al-Shabab FC (Al-Šabab; arapski: نادي الشباب‎) je saudijski nogometni klub iz Rijada.
Klub je osnovan 1947. godine pod imenom Shabab AlRiyadh, dok je kasnije, 1967. godine, dobio današnji naziv. Al Shabab je poznat u Saudijskoj Arabiji kao jedan od najboljih nogometnih klubova. Al Shabab je također poznat po proizvodnji igrača, saudijskih reprezentativaca. 
Šesterostruki su prvaci države, posljednji puta u sezoni 2011./12.  U azijskoj Ligi prvaka zaigrali su šest puta. Najveći uspjeh u tom natjecanju im je polufinale iz 2010. godine u kojem su izgubili od kasnijeg pobjednika, južnokorejske momčadi Seongnam Ilhwa Chunma, zbog gola u gostima. AFC Kup pobjednika kupova osvojili su u sezoni 2000./01. pobjedom u finalu nad kineskim Dalian Shideom rezultatom 4:2. Arapsku Ligu prvaka osvojili su dva puta, 1992. i 1999. godine, dok su 1998. završili na drugom mjestu iza alžirskog WA Tlemcen.

## Vanjske poveznice
- Službene stranice
- Informacije o klubu na goalzz.com (engl.)